# Гейша (оперетта)
«Гейша» (англ. The Geisha, a story of a tea house) — оперетта британского композитора Сидни Джонса на либретто Оуэна Холла со стихами Гарри Гринбанка. Дополнительные музыкальные номера написаны Лайонелом Монктоном и Джеймсом Филипом. Является примером эдвардианской музыкальной комедии.
Премьера «Гейши» состоялась в 1896 году в театре Дейлис в лондонском Вест-Энде, продюсером выступил Джордж Эдвардс. Оригинальная постановка стала второй по числу представлений среди всех музыкальных спектаклей своего времени. В ролях были заняты Мари Темпест, Чарльз Хайден Коффин, танцовщица Летти Линд и комик Хантли Райт. Спектакль был поставлен в Нью-Йорке 1896 году и имел крупный успех, многочисленные гастроли прошли в Европе и за её пределами. Оперетта оставалась популярной до Второй мировой войны и некоторое время после её окончания. Самой популярной арией стала «Влюбленная золотая рыбка».

## Создание
Успех оперетты «Натурщица» (англ. An Artist’s Model) 1895 года открыл для Холла, Гринбанка и Джонса Эдвардса секрет популярной музыкальной комедии. Эдвардс сразу же потребовал от своих авторов начать работу над новой опереттой.
25 апреля 1896 года в лондонском театре Дейлис состоялась премьера «Гейши», спродюсированной Джорджем Эдвардсом. Оригинальный спектакль выдержал 760 представлений, что стало вторым в истории результатом для музыкальных спектаклей того времени. Три года спустя рекорд будет побит новым проектом Эдвардса — San Toy, который также создадут Джонс, Гринбанк и Монктон. В спектакле сыграли Мари Темпест в роли О-Мимоза-Сан и Летти Линд в роли субретки Молли Симор. Чарльз Хайден Коффин сыграл лейтенанта Реджинальда Фэрфакса, Хантли Райт — китайца Вун-Хая. Позже в актерский состав вошли Рутланд Баррингтон и Скотт Рассел. Режиссёром выступил Дж. А. Э. Мэлоун, танцы ставил Вилли Вард, костюмы создал Перси Андерсон. Музыкальным режиссёром стал Эрнест Форд. Эдвардс использовал популярную у публики восточную тему, которая уже принесла успех Гилберту и Салливану с «Микадо». Однако успех оперетты оказался быстротечным, в отличие от «Микадо», и вскоре она уступила место новым произведениям на восточную тематику, таким как San Toy, A Chinese Honeymoon и Chu Chin Chow, которые, впрочем, также не снискали долговременного внимания зрителей.
Джонс, стремясь писать лёгкую, воздушную музыку, каждый из музыкальных номеров укладывал не более чем в 3 минуты, за исключением финалов, которые длились около 5 минут. Помимо восточных мотивов, Джонс заимствовал танцевальные ритмы континентальной Европы. Холл приглушил избыточную прямолинейность своего стиля, проявившуюся в «Натурщице», и создал сочетание бодрой, современной комедии и старомодного романа, в которое по возможности добавлены пародийные элементы. Постановки театра Дейлис носили более романтический характер, чем глуповатые и весёлые спектакли театра Гэйети, тем не менее, в Дейлис использовали характерные особенности оперетт Гэйети, в частности, симпатичных «гэйети гёлз», одетых по последней моде. Многие из известных лондонских модельеров создавали костюмы для театральных постановок: иллюстрированные периодические издания охотно публиковали фотографии актрис на сцене в популярных спектаклях, что было отличной рекламой для создателей одежды. «Гэйети гёлз», как писал The Sketch в 1896 году в рецензии на «Гейшу», «были одеты в соответствии с самыми последними и наиболее экстремальными модными веяниями, создавая разительный контраст, насколько вы можете это себе представить». В следующей оперетте, A Greek Slave, Холл, Гринбанк и Джонс отказались от японской темы и обратились к Древнему Риму.
В ноябре 1896 года «Гейшу» поставили в Нью-Йорке с Нэнси Макинтош в главной роли. Спектакль немедленно стал хитом и был назван крупнейшей международной сенсацией британской музыкальной сцены. В США были организованы и другие постановки, в Европе оперетта игралась многие тысячи раз (один из источников насчитывает около 8000 только в Германии). «Гейша» была признана лучшей среди британских оперетт и популяризовала ранее малоизвестный термин «гейша» во многих европейских языках в качестве символа японской культуры. В 1897 году Роберт Баден-Пауэлл сыграл роль Вун-Хая в спектакле, поставленном в Шимле (Индия). Два года спустя, Антон Павлович Чехов присутствовал на российской премьере «Гейши» в Ялте и вставил упоминание спектакля в кульминационную сцену своего рассказа «Дама с собачкой» (1899).
Постановки оперетты продолжались в Великобритании в течение нескольких десятилетий, последнее заметное возобновление состоялось в 1934 году, менее значимые постановки появлялись вплоть до 1950-х годов. Спектакль был популярен среди любительских театральных коллективов, в частности, в Великобритании со времени Первой мировой войны и до 1960-х годов.

## Основные роли и первые исполнители
В оригинальном составе участвовали:
- О-Мимоза-Сан, старшая гейша (сопрано) — Мари Темпест
- Леди Констанс Уинн, англичанка (контральто) — Мод Хобсон
- Молли Симор, гостья Леди Констанс (меццо-сопрано) — Летти Линд
- Катана, капитан гвардии (тенор) — Уильям Филип
- Реджинальд Фэрфакс, лейтенант Королевского военно-морского флота (баритон) — Чарльз Хейден Коффин
- Дик Каннингем (тенор) — У. Луис Брэдфилд (позже заменен на Фаррена Сутара)
- Капитан Вун-Хай, китаец, владелец чайного дома (баритон) — Хантли Райт
- Маркиз Имари, начальник полиции и губернатор провинции (баритон) — Гарри Монкхауз (позже заменен на Рутланда Баррингтона)[13]
- Лейтенант Артур Кадди (тенор) — Лидхем Бенток
- Жюльетта Диаман, француженка, переводчица в чайном доме (сопрано) — Жюльетта Несвилл
- Английские дамы, гости леди Констанс: мисс Мэри Уортингтон, мисс Этель Хёрст, мисс Мейбл Грант и мисс Луи Пламптон — Бланш Месси, Хетти Хамер, Элис Дэвис и Маргарет Фрейзер

## Синопсис

### Акт I
Находясь в Японии, далеко от своей невесты Молли, лейтенант Королевского флота Реджи Фэрфакс испытывает одиночество. Он проводит большую часть своего свободного времени в чайном доме «Десяти тысяч радостей», которым управляет китаец Вун-Хай. Там он знакомится с прекрасной гейшей О-Мимоза-Сан, с которой заводит дружбу. Но Мимоза влюблена в капитана гвардии Катану, и в ответ на порывы лейтенанта рассказывает историю о влюбленной золотой рыбке. Однако Реджи даёт Мимозе урок поцелуев.
Эти отношения не остаются незамеченными леди Констанс Уинн, путешествующей английской аристократкой, которая застукивает Реджи во время свидания с Мимозой и напоминает о помолвке с Молли. Леди Констанс пишет Молли, советуя как можно быстрее приехать на Восток. Местный правитель, маркиз Имари, который тоже имеет виды на Мимозу, досадует, что его предполагаемая невеста общается с вновь прибывшими британскими моряками, и приказывает чайный дом закрыть, а девушек продать. Самого маркиза добивается французская переводчица Жюльетта.
Неожиданно приезжает Молли. Когда она остается одна, к ней подходят Мимоза и леди Констанс, которые рассказывают, насколько Реджи влюбился в гейшу. Мимоза предлагает Молли тоже переодеться в гейшу, чтобы вернуть интерес любимого. Приходит время для продажи обязательств гейш. Маркиз пытается купить Мимозу, но леди Констанс удается перебить его ставку и спасти девушку. К сожалению, она уже не может остановить приобретение маркизом лота номер два — новой гейши по имени Роли Поли, которую никто не видел. Только после того, как маркиз совершает покупку, выясняется, что эта гейша на самом деле переодетая Молли.

### Акт II
В саду хризантем дворца Имари всё ещё выдающая себя за гейшу Молли ждёт предстоящее бракосочетание с маркизом, которого сильно влечёт к девушке. Мимоза предлагает план спасения Молли: во время бракосочетания нужно обменять укрытую фатой невесты Молли на Жюльетту, французскую переводчицу.
Свадебная церемония начинается, и план вводится в действие: Жюльетта меняется местами с Молли, и маркиз невольно женится не на той невесте. Узнав об обмане, он принимает свою судьбу с философским смирением, заключив, что «каждый человек разочаровывается в своей жене в то или иное время». Мимоза теперь может выйти замуж за Катану, а Молли воссоединяется с Реджи, объявив, что она никогда не выйдет замуж за иностранного дворянина, если может быть с британским моряком.

## Музыкальные номера

### Акт I
- Хор — Happy Japan — «Dawns the day in Eastern sky…»
- Хор офицеров — Here They Come
- Каннингем — The Dear Little Jappy-Jap-Jappy — «There came to the land of Japan…»
- Мимоза — «Влюблённая золотая рыбка» — «A goldfish swam in a big glass bowl…»
- Дуэт Мимозы и Фэрфакса — The Kissing Duet — «You’re a charming little geisha…»
- Гейша и хор офицеров — If You Will Come to Tea — «If you will come to tea…»
- Хор — Chorus of Lamentation — «Oh, will they sell our master up»
- Фэрфакс и хор офицеров — We’re Going to Call on the Marquis — «This infamous lord shall have his reward…»
- Молли и Фэрфакс — «When I was but a tiny tot…»
- Мимоза — A Geisha’s Life — «A geisha’s life imagination tints…»
- Фэрфакс и хор офицеров — Jack’s the Boy — «Of all the lads that be…» (композитор Лайонел Моктон)
- Речитатив (Такамини, Имари и хор) — Attention, pray — «Attention, pray! and silence if you please…»
- Молли и хор — Chon Kina — «I’m the smartest little geisha in Japan…»
- Финал: Though of Staying Too Long — «Though of staying too long you’re accusing us…»

### Акт II
- Антракт
- Хор — Day Born of Love — «Day born of love, of gladness and delight…»
- Молли — The Toy Monkey — «Poor little maiden who loves a bit of fun…» (композитор Лайонел Моктон)
- Жюльетта и Вун-Хай — Ching-a-Ring-a-Ree! — «When I want anything done»
- Трио Фэрфакса, Каннигема и Кадди — Jolly Young Jacks Are We — «Half round the world we’ve been my boys…»
- Мимоза — The Jewel of Asia — «A small Japanese once sat at her ease…» (композитор Джеймс Филип, стихи Гарри Гринбанка)
- Фэрфакс — Star of my Soul — «How can I wait when she I worship only…»
- Квартет Мимозы, Фэрфакса, Каннингема и Вун-Хая — What Will the Marquis do? — «When he finds that his dear little lovebird’s gone…»
- Хор — Japanese March
- Гейша — With Splendour Auspicious
- Вун-Хай — Chin Chin Chinaman — «Chinaman money makes…»
- Молли и хор — The Interfering Parrot — «A parrot once resided in a pretty gilded cage…»
- Финал — Before Our Eyes — «Before our eyes the prospect lies…»

## Записи
Первая полная запись оперетты состоялась в 1998 году: Фирма «Гиперион» выпустила диск с музыкой из оперетты в исполнении New London Light Opera and Orchestra, дирижёр Рональд Уорп.

## В астрономии
- В честь оперетты «Гейша» назван астероид (1047) Гейша, открытый 17 ноября 1924 года немецким астрономом Карлом Райнмутом в Гейдельбергской обсерватории на юго-западе Германии.